# 慈恩寺沼

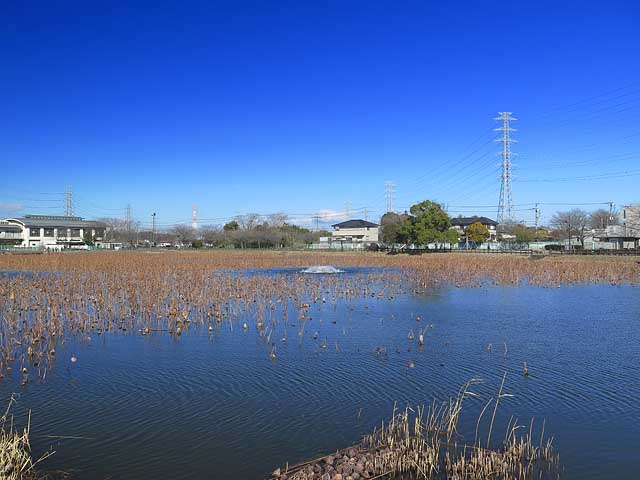
慈恩寺沼（2015年2月）

慈恩寺沼（じおんじぬま）は、埼玉県さいたま市岩槻区の北部（慈恩寺地区）に所在する沼である。

## 概要
慈恩寺沼は上院沼とも称され、古利根川により形作られた自然堤防の後背湿地に水が溜まり形成されたと考えられており、古くには護岸のされていない自然沼の状態であったが、今日では慈恩寺親水公園の一部として整備されている。かつての慈恩寺沼は東西に長方形の沼であったが、今日の慈恩寺沼は周囲が公園として整備された際に南東方向に水域が拡幅され、ほぼ北西から南東方向にトックリ型の沼となっており、水面の周囲は親水公園となっているので近づくことが可能である。また釣り場も設置されているが、ルアーやリールなどの投げ釣りは禁止されている。この他、沼には蓮が植栽されている。所在地周辺は北方および東方は畑などの農地や集落、南方は上院落を挟み岩槻北陵高校および畑などの農地や集落、西方は岩槻北部公民館およびいわつき自動車学校となっている。なお、慈恩寺沼のすぐ東は大字小溝となっている。明治期の記録である『武蔵国郡村誌』には東西170間（約309m）・南北120間（約218m）・周囲704間（約1280m）とあり、慈恩寺村（今日の大字慈恩寺）の東方に位置すると記されている。1968年（昭和43年）頃には周囲450m・面積92,500㎡・水深約1.5mほどで、後に埋め立てが進み、慈恩寺親水公園が建設されるまで規模が縮小していた。古隅田川の源流の一つである上院落は古くには慈恩寺沼の南東部から流れ出す流路となっていたが、慈恩寺親水公園の整備に併せて沼の西縁の附廻堀となるよう流路が付け替えられている。慈恩寺沼と上院落とは沼の北西部にて接続している。

## 所在地
- 〒339-0009
- 埼玉県さいたま市岩槻区大字慈恩寺[4]